# Шиц, Иван Александрович
Иван Александрович Шиц (род. 29 июня 1981) ― российский военнослужащий, гвардии полковник. Участник вторжения России на Украину. Герой Российской Федерации (27.06.2022).

## Биография
Родился 29 июня 1981 года в селе Пушкино Омской области. В 1998 году окончил учёбу в Пушкинской средней школе.
С 1998 года ― в ВС РФ, а также курсант Омского Танкового инженерного института. В 2013—2016 годах являлся командиром батальона на острове Сахалин. В 2020—2021 годах ― начальник штаба 6-го гвардейского танкового полка. С ноября 2021 года ― по настоящее время является командиром 239-го гвардейского танкового полка.
По информации российской стороны, в ходе российского нападения на Украину, Шиц получил осколочные ранения головы, рук и ног, однако продолжил командовать своим отрядом и вывел своих подчинённых из-под удара.
27 июня 2022 года указом Президента РФ за мужество и героизм, проявленные при исполнении воинского долга, Шиц Иван Александрович был удостоен звания Героя Российской Федерации. 21 июля 2022 года награда была вручена генералом армии Сергеем Шойгу.
13 декабря 2022 года на здании Пушкинской средней школы Омского района Омской области установлена памятная доска.

## Награды и премии
- Герой Российской Федерации (27 июня 2022) — за мужество и героизм, проявленные при исполнении воинского долга
- Орден Мужества
- Медаль Жукова
- Медали Министерства обороны России